# جيف لوك (لاعب كرة قاعدة)
جيف لوك (بالإنجليزية: Jeff Locke)‏ هو لاعب كرة قاعدة أمريكي، ولد في 20 نوفمبر 1987 في نورث كونواي في الولايات المتحدة.

## وصلات خارجية
- جيف لوك على موقع دوري كرة القاعدة الرئيسي (الإنجليزية)
- جيف لوك على موقعبيزبول رفرنس.كوم (الدوري الرئيسي) (الإنجليزية)
- جيف لوك على موقعبيزبول رفرنس.كوم (الدوري الثانوي) (الإنجليزية)
- جيف لوك على موقع إي إس بي إن.كوم (أم.أل.بي) (الإنجليزية)
- جيف لوك على موقع مشجعي الرسوم البيانية (الإنجليزية)